# Ombiasy
Un ombiasy  (ou dadarabe ou mpisikidy ou moasy) est un guérisseur traditionnel de la société malgache. Ils sont les gardiens des connaissances rituelles et religieuses. Un ombiasy peut prescrire des soins médicaux, intercéder avec les esprits, deviner l'avenir, briser les mauvais sorts en fournissant à ses clients des grigris. Il est rémunéré pour ses prestations.
Le terme Ombiasy peut se traduire par « personne aux grandes vertus ».
L'ombiasy est aussi un intermédiaire entre le temporel et le spirituel.
Ils sont respectés et craints par la population.

## Origines
La sorcellerie traditionnelle malgache (appelée mosavy) aurait été introduite dans l'île par les migrants Arabes et les Africains qui contribuèrent à peupler l'île.
L'ombiasy est l'un des praticiens de cette magie avec le mpanandro (le devin qui a le pouvoir de prédire l’avenir) et le mpamosavy  (le sorcier qui a recours à la magie noire  pour nuire à autrui). D'une manière générale, les deux premières fonctions incombent très souvent à des hommes, tandis que la troisième est presque toujours occupée par des femmes.

## Pratiques

### Médicales
Pour soigner, les ombiasy font appel aux propriétés des plantes en combinant le contact avec les ancêtres dont le culte est très omniprésent dans la culture populaire.
Les malgaches relient la notion de maladie et de soins à des croyances religieuses et à des superstitions. Les maladies et la mort sont des punitions divines ou des malédictions. C'est à l'ombiasy qu'il revient de trouver la cause de la maladie ou de démasquer le jeteur de sorts. Il procédera à un cérémonial (appels aux ancêtres, sacrifices, purifications, exorcismes incantatoires) avant tout acte thérapeutique.
Cette médecine traditionnelle est toujours pratiquée de nos jours, parallèlement à la médecine occidentale. L'ombiasy est moins onéreux que l'hôpital ou le dispensaire. Il utilise les plantes médicinales, richesse de Madagascar. D’autres composants sont utilisés : éléments  du corps humain (crasse, sueur, poils, os) ou animal (peau, plumes), terre, pierre, métal.

### Magiques

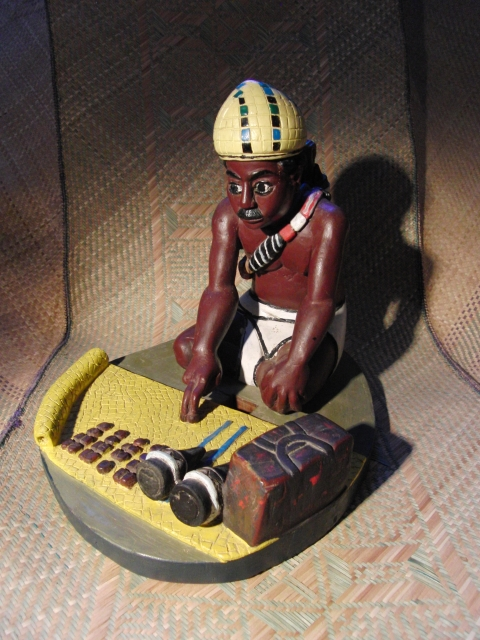
Ombiasy
(devin-guérisseur)

Les ombiasy proposent des moara, objets magiques, confectionnés à partir d'une corne de zébu et contenant divers ingrédients (herbes, ossements, plumes, figurines et autres mystères). Un moara est ainsi censé protéger des balles d'armes à feu.
Une forme  de divination pratiquée est le sikidy qui utilise des graines séchées de fano (nom local de l'entada chrysostachys une espèce du genre Acacia). Le sikidy est dérivé de la géomancie arabe.
L'ombiasy a également recours au fanandroana (l’astrologie).

## liens externes
- Les amulettes malgaches Ody et Sampy
- Médecine traditionnelle - Ombiasy - Guérisons